# Nhơn Phú (phường)
Nhơn Phú là một phường cũ thuộc thành phố Quy Nhơn, tỉnh Bình Định, Việt Nam.
Phường Nhơn Phú có diện tích 13,19 km², dân số năm 1999 là 15.858 người, mật độ dân số đạt 1.202 người/km².

## Hành chính
Phường Nhơn Phú được chia thành 8 khu vực: 1, 2, 3, 4, 5, 6, 7, 8.
Theo Nghị quyết số 1664/NQ-UBTVQH15 năm 2025 giải thể thành phố Quy Nhơn, sáp nhập tỉnh Bình Định vào tỉnh Gia Lai và thực hiện hợp nhất toàn bộ diện tích tự nhiên và dân số của phường Trần Quang Diệu và phường Nhơn Phú thuộc thành phố Quy Nhơn thành phường Quy Nhơn Bắc.